# China Open 2012 - Qualificazioni singolare femminile
Le qualificazioni del singolare femminile del China Open 2012 sono state un torneo di tennis preliminare per accedere alla fase finale della manifestazione. I vincitori dell'ultimo turno sono entrati di diritto nel tabellone principale. In caso di ritiro di uno o più giocatori aventi diritto a questi sono subentrati i lucky loser, ossia i giocatori che hanno perso nell'ultimo turno ma che avevano una classifica più alta rispetto agli altri partecipanti che avevano comunque perso nel turno finale.

## Teste di serie
1. Anna Tatišvili (primo turno)
2. Ol'ga Govorcova (ultimo turno, Lucky Loser)
3. Bojana Jovanovski (qualificata)
4. Laura Robson (qualificata)
5. Tímea Babos (primo turno)
6. Mandy Minella (primo turno)
7. Lourdes Domínguez Lino (qualificata)
8. Petra Martić (primo turno)

1. Elena Vesnina (qualificata)
2. Pauline Parmentier (ultimo turno)
3. Casey Dellacqua (primo turno)
4. Heather Watson (ultimo turno)
5. Ayumi Morita (qualificata)
6. Barbora Záhlavová-Strýcová (Fuori tabellone, è rimasta a competere a Tokyo)
7. Johanna Larsson (ultimo turno)
8. Galina Voskoboeva (ultimo turno)
9. Mathilde Johansson (primo turno)

## Qualificate
1. Lara Arruabarrena Vecino
2. Elena Vesnina
3. Bojana Jovanovski
4. Laura Robson

1. Polona Hercog
2. Camila Giorgi
3. Lourdes Domínguez Lino
4. Ayumi Morita

### Lucky Loser
1. Ol'ga Govorcova

## Tabellone

### Legenda
| - Q = Qualificato - WC = Wild card - LL = Lucky loser | - ALT = Alternate - SE = Special Exempt - PR = Protected Ranking | - w/o = Walkover - r = Ritirato - d = Squalificato |

### Sezione 1
|  | Primo turno | Primo turno              | Primo turno              | Primo turno | Primo turno |  |  | Ultimo turno | Ultimo turno             | Ultimo turno             | Ultimo turno | Ultimo turno |  |
|  |             |                          |                          |             |             |  |  |              |                          |                          |              |              |  |
|  | 1           | Anna Tatišvili           | Anna Tatišvili           | 4           | 3           |  |  |              |                          |                          |              |              |  |
|  |             | Lara Arruabarrena Vecino | Lara Arruabarrena Vecino | 6           | 6           |  |  |              | Lara Arruabarrena Vecino | Lara Arruabarrena Vecino | 7            | 7            |  |
|  | Alt         | Vera Duševina            | Vera Duševina            | 6           | 6           |  |  | Alt          | Vera Duševina            | Vera Duševina            | 5            | 5            |  |
|  | 11          | Casey Dellacqua          | Casey Dellacqua          | 3           | 3           |  |  |              |                          |                          |              |              |  |

### Sezione 2
|  | Primo turno | Primo turno       | Primo turno       | Primo turno | Primo turno |  |  | Ultimo turno | Ultimo turno    | Ultimo turno    | Ultimo turno | Ultimo turno |  |
|  |             |                   |                   |             |             |  |  |              |                 |                 |              |              |  |
|  | 2           | Ol'ga Govorcova   | Ol'ga Govorcova   | 6           | 6           |  |  |              |                 |                 |              |              |  |
|  |             | Sesil Karatančeva | Sesil Karatančeva | 4           | 3           |  |  | 2            | Ol'ga Govorcova | Ol'ga Govorcova | 2            | 4            |  |
|  | WC          | Eugenie Bouchard  | 3                 | 6           | 1           |  |  | 9            | Elena Vesnina   | Elena Vesnina   | 6            | 6            |  |
|  | 9           | Elena Vesnina     | 6                 | 2           | 6           |  |  |              |                 |                 |              |              |  |

### Sezione 3
|  | Primo turno | Primo turno           | Primo turno           | Primo turno | Primo turno |  |  | Ultimo turno | Ultimo turno      | Ultimo turno | Ultimo turno | Ultimo turno |  |
|  |             |                       |                       |             |             |  |  |              |                   |              |              |              |  |
|  | 3           | Bojana Jovanovski     | Bojana Jovanovski     | 6           | 6           |  |  |              |                   |              |              |              |  |
|  |             | Sílvia Soler Espinosa | Sílvia Soler Espinosa | 1           | 0           |  |  | 3            | Bojana Jovanovski | 3            | 6            | 6            |  |
|  | WC          | Tang Hao Chen         | Tang Hao Chen         | 2           | 3           |  |  | 16           | Galina Voskoboeva | 6            | 4            | 3            |  |
|  | 16          | Galina Voskoboeva     | Galina Voskoboeva     | 6           | 6           |  |  |              |                   |              |              |              |  |

### Sezione 4
|  | Primo turno | Primo turno      | Primo turno      | Primo turno | Primo turno |  |  | Ultimo turno | Ultimo turno    | Ultimo turno | Ultimo turno | Ultimo turno |  |
|  |             |                  |                  |             |             |  |  |              |                 |              |              |              |  |
|  | 4           | Laura Robson     | Laura Robson     | 6           | 6           |  |  |              |                 |              |              |              |  |
|  |             | Garbiñe Muguruza | Garbiñe Muguruza | 3           | 3           |  |  | 4            | Laura Robson    | 4            | 6            | 6            |  |
|  |             | Julia Cohen      | Julia Cohen      | 5           | 1           |  |  | 15           | Johanna Larsson | 6            | 2            | 1            |  |
|  | 15          | Johanna Larsson  | Johanna Larsson  | 7           | 6           |  |  |              |                 |              |              |              |  |

### Sezione 5
|  | Primo turno | Primo turno        | Primo turno        | Primo turno | Primo turno |  |  | Ultimo turno  | Ultimo turno  | Ultimo turno | Ultimo turno | Ultimo turno |  |
|  |             |                    |                    |             |             |  |  |               |               |              |              |              |  |
|  | 5           | Tímea Babos        | Tímea Babos        | 2           | 5           |  |  |               |               |              |              |              |  |
|  |             | Gréta Arn          | Gréta Arn          | 6           | 7           |  |  | Gréta Arn     | Gréta Arn     | 3            | 6            | 0            |  |
|  |             | Polona Hercog      | Polona Hercog      | 6           | 6           |  |  | Polona Hercog | Polona Hercog | 6            | 3            | 6            |  |
|  | 17          | Mathilde Johansson | Mathilde Johansson | 3           | 4           |  |  |               |               |              |              |              |  |

### Sezione 6
|  | Primo turno | Primo turno    | Primo turno    | Primo turno | Primo turno |  |  | Ultimo turno | Ultimo turno   | Ultimo turno | Ultimo turno | Ultimo turno |  |
|  |             |                |                |             |             |  |  |              |                |              |              |              |  |
|  | 6           | Mandy Minella  | Mandy Minella  | 2           | 4           |  |  |              |                |              |              |              |  |
|  |             | Camila Giorgi  | Camila Giorgi  | 6           | 6           |  |  |              | Camila Giorgi  | 5            | 6            | 6            |  |
|  | WC          | Tian Ran       | Tian Ran       | 5           | 2           |  |  | 12           | Heather Watson | 7            | 2            | 3            |  |
|  | 12          | Heather Watson | Heather Watson | 7           | 6           |  |  |              |                |              |              |              |  |

### Sezione 7
|  | Primo turno | Primo turno                 | Primo turno                 | Primo turno | Primo turno |  |  | Ultimo turno | Ultimo turno           | Ultimo turno           | Ultimo turno | Ultimo turno |  |
|  |             |                             |                             |             |             |  |  |              |                        |                        |              |              |  |
|  | 7           | Lourdes Domínguez Lino      | 3                           | 6           | 6           |  |  |              |                        |                        |              |              |  |
|  | WC          | Wang Yafan                  | 6                           | 3           | 4           |  |  | 7            | Lourdes Domínguez Lino | Lourdes Domínguez Lino | 6            | 6            |  |
|  |             | María José Martínez Sánchez | María José Martínez Sánchez | 3           | 63          |  |  | 10           | Pauline Parmentier     | Pauline Parmentier     | 2            | 4            |  |
|  | 10          | Pauline Parmentier          | Pauline Parmentier          | 6           | 7           |  |  |              |                        |                        |              |              |  |

### Sezione 8
|  | Primo turno | Primo turno              | Primo turno              | Primo turno | Primo turno |  |  | Ultimo turno | Ultimo turno             | Ultimo turno             | Ultimo turno | Ultimo turno |  |
|  |             |                          |                          |             |             |  |  |              |                          |                          |              |              |  |
|  | 8           | Petra Martić             | Petra Martić             | 2           | 2           |  |  |              |                          |                          |              |              |  |
|  |             | Ol'ga Alekseevna Pučkova | Ol'ga Alekseevna Pučkova | 6           | 6           |  |  |              | Ol'ga Alekseevna Pučkova | Ol'ga Alekseevna Pučkova | 3            | 3            |  |
|  |             | Eléni Daniilídou         | Eléni Daniilídou         | 2           | 2           |  |  | 13           | Ayumi Morita             | Ayumi Morita             | 6            | 6            |  |
|  | 13          | Ayumi Morita             | Ayumi Morita             | 6           | 6           |  |  |              |                          |                          |              |              |  |